# 楕円銀河

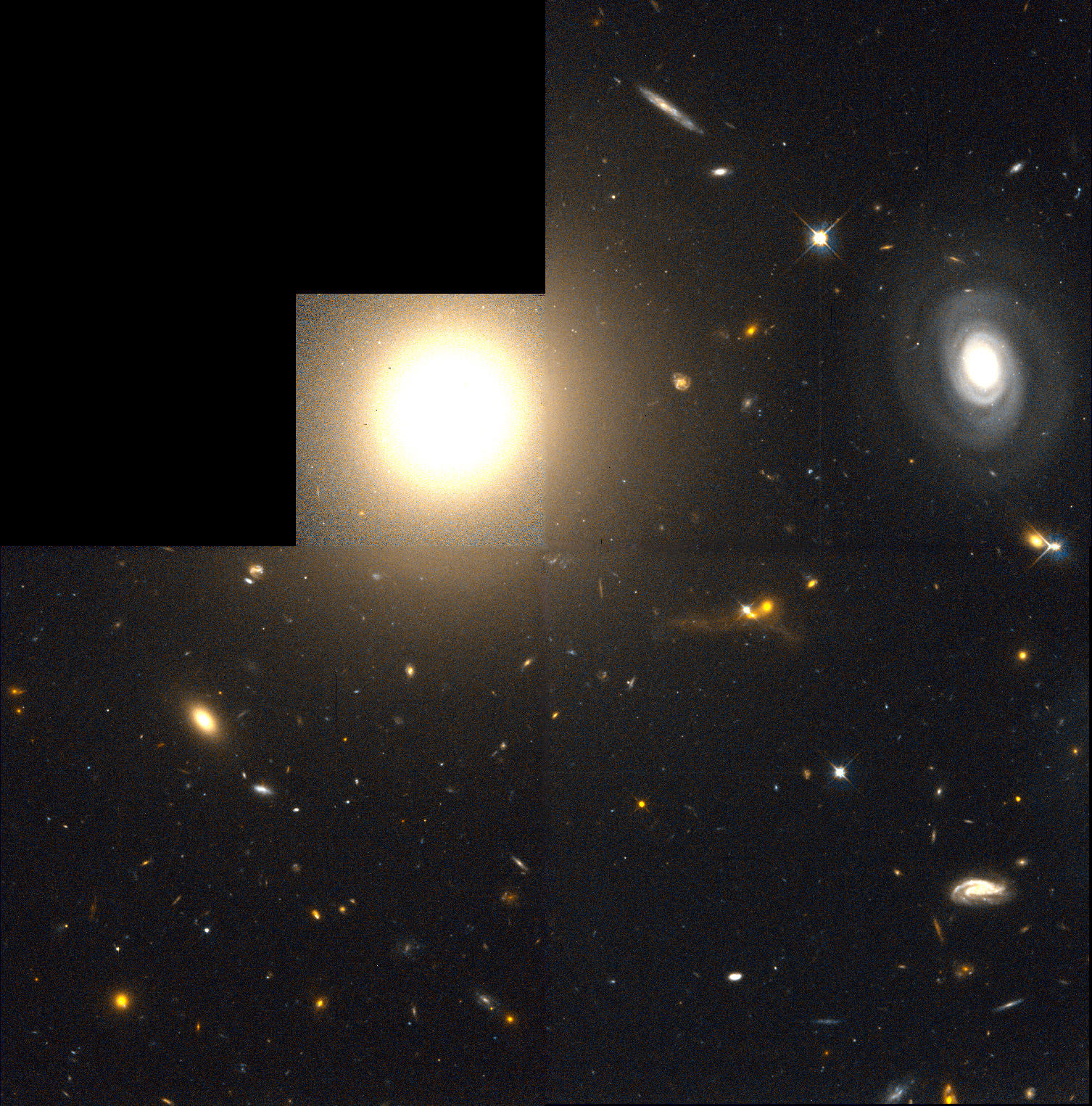
ハッブル宇宙望遠鏡が撮影したかみのけ座銀河団の楕円銀河NGC4881（中央左上の明るい天体）

楕円銀河 （だえんぎんが、英: elliptical galaxy）は、渦巻銀河、レンズ状銀河とともに、ハッブル分類における主要な3つの銀河分類のうちの1つ。滑らかなおよそ楕円形の形状を持ち、輝度プロファイルにほとんど特徴がない。球形に近い形から非常に扁平なものまであり、内部に1000万から1兆個以上の星を含む。エドウィン・ハッブルは当初は楕円銀河が渦巻銀河へ進化すると考えていたが、後にこれは間違いであることがわかっている。楕円銀河内の星は渦巻銀河のものよりも非常に古いことが知られている。
多くの楕円銀河では、星は古く低質量で、星間物質は希薄であり、最小限の星形成活動しかみられず、非常に多くの球状星団が取り囲んでいるという特徴の傾向が見られる。おとめ座超銀河団では、属する銀河の 10 - 15% がこの楕円銀河であると考えられており、全宇宙の銀河の主要なタイプではないが、銀河団の中心へ近づくにつれてよく見られるようになる。楕円銀河はレンズ状銀河とともにハッブル分類の名残で”早期型銀河" (英: early-type galaxy、ETG） と呼ばれることがあるが、宇宙の初期には一般的でなかったことが判明している。

## 特徴
楕円銀河は以下のような特徴を持つ。
- 銀河全体の角運動量が非常に小さい。
- 星間物質が非常に少ない、もしくは含まれない。若い星や散開星団が存在しない。
- 種族IIと呼ばれる古い星から構成されている。
- 大きな楕円銀河は球状星団系を持っていることが多い。

伝統的な楕円銀河の描像では、楕円銀河は銀河形成初期のスターバーストによって星間物質を失い、星形成が行われなくなった銀河であるとされている。従って、楕円銀河の内部では目に見えるような進化過程は起こっておらず、銀河を構成する星がただ年老いていくだけであると考えられてきた。
しかし近年の観測によって、いくつかの楕円銀河に若く青い星団が発見されるようになった。それとともに、銀河の衝突・合体過程によって説明されるような構造も楕円銀河の内部に見つかっている。これらの観測結果を受けて最近の新しい理論では、楕円銀河は様々なタイプの小さな銀河が長い時間をかけてより大きな銀河へと衝突・合体した結果作られたのではないか、というモデルも提唱されている。
このような合体過程はごく最近または現在でも続いている可能性もあり、その場合には巨大楕円銀河の形成過程に限らず、楕円銀河の起源を広く説明するものかもしれないと考えられている。例として我々の銀河系も、大マゼラン雲・小マゼラン雲という2つの小さな銀河を呑み込みつつあることが知られている。